# Rhagodes albolimbata
Espèce
Synonymes
- Rhagodes melanocephalus albolimbata Caporiacco, 1927

Rhagodes albolimbata est une espèce de solifuges de la famille des Rhagodidae.

## Distribution
Cette espèce est endémique de Somalie. Elle se rencontre au Somaliland.

## Publication originale
- Caporiacco, 1926 : Scorpioni e Solifugi raccolti in Somalia dai prof. Stefanini e Puccioni nel 1924. Monitore Zoologico Italiano, vol. 38, p. 58-62.